# Methana curvigera
Methana curvigera är en kackerlacksart som först beskrevs av Walker, F. 1868.  Methana curvigera ingår i släktet Methana och familjen storkackerlackor. Inga underarter finns listade i Catalogue of Life.